# Aristocrat Ranchettes
Aristocrat Ranchettes è un centro abitato (census-designated place) degli Stati Uniti d'America, situato nella contea di Weld dello stato del Colorado. Nel censimento del 2000 la popolazione era di 1.254 abitanti.

## Geografia fisica
Secondo i rilevamenti dell'United States Census Bureau, Aristocrat Ranchettes si estende su una superficie di 4,8 km².